# Бичевское сельское поселение
Бичевское се́льское поселе́ние — муниципальное образование в районе имени Лазо Хабаровского края Российской Федерации. Образовано в 2004 году.
Административный центр — село Бичевая.

## Население
| 2010  | 2011  | 2012  | 2013  | 2014  | 2015  | 2016  |
| ----- | ----- | ----- | ----- | ----- | ----- | ----- |
| 1843  | ↘1841 | ↘1761 | ↘1739 | ↘1691 | ↘1661 | ↘1600 |
| 2017  | 2018  | 2019  | 2020  | 2021  |       |       |
| ↘1574 | ↘1563 | ↘1537 | ↘1471 | ↘1400 |       |       |

## Населённые пункты
В состав поселения входят 4 населённых пункта:
| № | Населённый пункт        | Тип     | Население |
| - | ----------------------- | ------- | --------- |
| 1 | Бичевая                 | село    | ↘1151     |
| 2 | Кия                     | посёлок | ↘110      |
| 3 | Кутузовка               | посёлок | ↘90       |
| 4 | Третий Сплавной Участок | посёлок | ↘49       |